# Sangalopsis orbitula
Sangalopsis orbitula är en fjärilsart som beskrevs av Max Joseph Bastelberger 1908. Sangalopsis orbitula ingår i släktet Sangalopsis och familjen mätare. Inga underarter finns listade.